# Dean (Vorname)
Dean ist ein männlicher Vorname.

## Namensträger
- Dean Acheson (1893–1971), US-amerikanischer Politiker
- Dean Ashton (* 1983), englischer Fußballspieler
- Dean Barkley (* 1950), US-amerikanischer Politiker
- Dean Dixon (1915–1976), US-amerikanischer Dirigent
- Dean Francis (1974–2018), britischer Boxer
- Dean Fraser (* 1957), jamaikanischer Reggae-Saxophonist
- Dean Geyer (* 1986), australischer Sänger, Songschreiber und Schauspieler
- Dean Granros (* 1951), US-amerikanischer Jazzgitarrist
- Dean Harrison (* 1989), britischer Motorradrennfahrer
- Dean Jagger (1903–1991), US-amerikanischer Schauspieler
- Dean S. Jagger (* 1978), britischer Schauspieler
- Dean Jones (1931–2015), US-amerikanischer Schauspieler
- Dean Kamen (* 1951), US-amerikanischer Unternehmer und Erfinder (Segway)
- Dean R. Koontz (* 1945), US-amerikanischer Schriftsteller
- Dean Martin (1917–1995), US-amerikanischer Sänger, Schauspieler und Entertainer
- Richard Dean McCormick, siehe Rich McCormick (* 1968), US-amerikanischer Schauspieler
- Dean McDermott (* 1966), kanadischer Schauspieler
- Dean O’Gorman (* 1976), neuseeländischer Schauspieler
- Dean Ornish (* 1953), US-amerikanischer Mediziner
- Dean Potter (1972–2015), US-amerikanischer Kletterer und Bergsteiger
- Dean Reed (1938–1986), US-amerikanischer Schauspieler, Sänger, Drehbuchautor und Regisseur
- Dean Saunders (* 1964), walisischer Fußballspieler
- Dean Smith (1931–2015), US-amerikanischer Basketballtrainer
- Dean Steinkuhler (* 1961), US-amerikanischer American-Football-Spieler
- Dean Stockwell (1936–2021), US-amerikanischer Schauspieler
- Dean Tavoularis (* 1932), US-amerikanischer Szenenbildner
- Dean Thomas (* 1961), walisischer Fußballspieler
- Dean Torrey (* 1992), US-amerikanischer Jazzmusiker
- Dean A. Zupancic (* 1959), Tonmeister
- Harry Dean Stanton (1926–2017), US-amerikanischer Schauspieler und Musiker
- Richard Dean Anderson (* 1950), US-amerikanischer Schauspieler und Fernsehproduzent